# Tribute to Van Halen: Runnin' with the Devil
Runnin' with the Devil è il titolo di un album tributo dedicato ai Van Halen, realizzato nel 2000 dalla casa discografica Progressive Arts.

## Tracce
1. Somebody Get Me a Doctor (2:59)
2. Romeo Delight (4:17)
3. Everybody Wants Some (4:01)
4. Feel You Love Tonight (3:49)
5. Little Dreamer (3:41)
6. D.O.A. (2:53)
7. Atomic Punk (2:56)
8. Unchained (4:03)
9. Ice Cream Man (3:20)
10. Eruption 2000 (1:48)
11. I'll Wait (4:46)
12. Meanstreet (6:30)

## Artisti e gruppi partecipanti
- Tracce 1 e 5: Project X
- Tracce 2 e 3: Aces Wild
- Traccia 4: Hear Here
- Traccia 6: Baby Jones
- Traccia 7: Wraith
- Traccia 8: 5150 (cover band)
- Traccia 9: Drop
- Traccia 10: Don Sullivan
- Traccia 11: Klank
- Traccia 12: 1984 (cover band)